# Alcis tangens
Alcis tangens là một loài bướm đêm trong họ Geometridae.